# Virgin Killer (canción)
«Virgin Killer» es una canción de la banda alemana de hard rock y heavy metal Scorpions, publicada como sencillo en 1976 por RCA Records e incluida como la quinta pista del álbum homónimo. Escrita por el guitarrista Uli Jon Roth, nació mientras imitaba a los miembros de Kiss en un camerino durante la gira promocional de In Trance. Al poco tiempo, le dio un contexto lírico en que el tiempo es el verdadero virgin killer. Considerada como un tema de heavy metal tradicional, mucha gente le dio un significado equivocado a su letra, incluidos los creadores de la portada del álbum, quienes trataron de ilustrarla en una imagen que ha generado diversas controversias en algunos países.

## Composición y grabación
Entre mayo y junio de 1976, como parte del itinerario de la gira promocional de In Trance (1975), Scorpions abrió los conciertos de Kiss durante su primera visita a Europa. El guitarrista Uli Jon Roth señaló que desconocían quienes eran los estadounidenses y el tipo de presentación que daban, así que cuando los vieron en vivo les llamó la atención sus espectáculos y sus letras «extravagantes». Es por ello que en una noche Roth los imitó en el camerino y mencionó because he's a virgin killer. A Klaus Meine les gustó la frase y le sugirió que hiciera algo con ella, y fue entonces cuando el guitarrista le dio un contexto lírico.
Al igual que las demás canciones del álbum Virgin Killer, se grabó en los Dierks Studios de Colonia en el verano boreal de 1976. Mucha gente, incluida la prensa escrita y los creadores de la portada del álbum, le dio un significado erróneo a la letra. Estos últimos trataron de ilustrarla en la imagen, cuyo resultado ha generado diversas controversias en varios países. Roth señaló que el título podría ser obsceno, pero virgin killer es en realidad «el demonio del espíritu del tiempo que asesina la inocencia de la gente» y no tiene ninguna relación con la polémica portada, a la que el autor señaló que «se hizo con el peor gusto posible».

## Comentarios de la crítica
Debido al éxito que tuvo el álbum en Japón, RCA optó por publicar la canción únicamente en ese país en 1976. «Virgin Killer» logró críticas favorables por parte de la prensa especializada, por ejemplo, Jason Anderson del sitio web Allmusic señaló que, junto con «Pictured Life», «tienen todas las habilidades de guitarra necesarias y feroces melodías de falsete para hacer que incluso el veterano de heavy metal más hastiado se llene de lágrimas de nostalgia». Por su parte, el crítico canadiense Martin Popoff lo nombró un tema de heavy metal tradicional, que no se puede comparar con el resto del catálogo de Scorpions o de otra banda de ese tiempo, porque poseía «los sonidos de guitarra más mordaces» de 1976.

## Lista de canciones
| N.º | Título          | Escritor(es) | Duración |  |
| 1.  | «Virgin Killer» | Roth         | 3:41     |  |
| 2.  | «Hell Cat»      | Roth         | 2:54     |  |

## Músicos
- Klaus Meine: voz
- Rudolf Schenker: guitarra rítmica
- Uli Jon Roth: guitarra líder
- Francis Buchholz: bajo
- Rudy Lenners: batería